# Christian Neureuther (Keramiker)

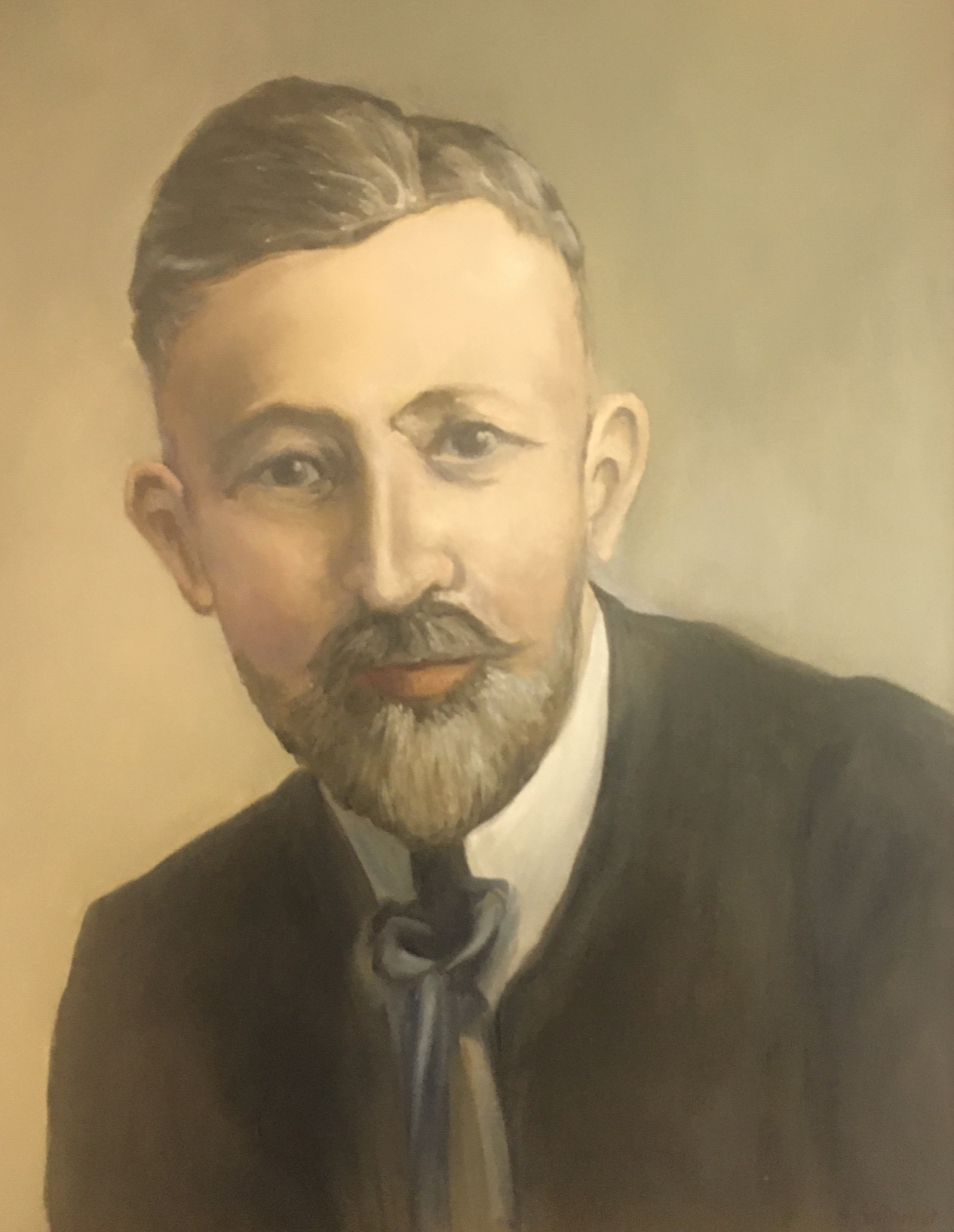
Christian Neureuther

Christian Neureuther  (* 19. Januar 1868 in Untersotzbach, Hessen; † 18. Januar 1921 in Hanau, Hessen) war ein bedeutender Kunstkeramiker und Erfinder des „Wächtersbacher Jugendstils“. Das Multitalent Neureuther prägte die Kunsteditionen der Waechtersbacher Keramik seit Beginn des 20. Jahrhunderts bis 1920.

## Werdegang
Neureuther wurde am 19. Januar 1868 in Untersotzbach, heute ein Ortsteil von Birstein geboren. Seine Eltern waren der Ortsbürger und Schreinermeister Johannes Neureuther (* 5. März 1843, Untersotzbach; † 21. Oktober 1914, Schlierbach) und Katharina Hofmann (* 28. Februar 1845; † 4. Januar 1911, Schlierbach), eine Tochter des Müllers Christian Hofmann aus Untersotzbach.
Nach Abschluss der Volksschule in Untersotzbach trat Christian Neureuther vierzehnjährig am 30. Oktober 1882 in die Steingutfabrik Waechtersbach als Schmelzmalerlehrling ein. Nach Abschluss der vierjährigen Lehre setzte er 1886/1887, auf Kosten der Wächtersbacher Steingutfabrik und mit Genehmigung des Fabrikbesitzers Fürst Ferdinand Maximilian zu Ysenburg, die Ausbildung in der Zeichen-, Mal- und Modellierschule Lichte in Thüringen bei Lorenz Hutschenreuther fort. Danach wird er in den Fabrik- und Rentkammerakten als Zeichner geführt. Schließlich besuchte er ab 1892, wiederum von seinem Arbeitgeber unterstützt, die Königliche Kunstgewerbeschule München, die er „mit vorzüglichen Zeugnissen“ im Sommer 1893 verließ.
Neureuther heiratete am 7. Mai 1897 in Birstein die Tochter des Küfers August Kraft, Margarethe Emma Kraft. Am 3. April 1898 wurde seine Tochter Emmy Maria Neureuther geboren. Sie folgte ihrem Vater später auf seinem künstlerischen Weg. Bis zu seinem Tode blieb Christian Neureuther mit der Wächtersbacher Steingutfabrik verbunden. Er starb am 18. Januar 1921 in Hanau. Seine Asche wurde vermutlich im Familiengrab mit seiner Ehefrau bestattet.

## Wirken

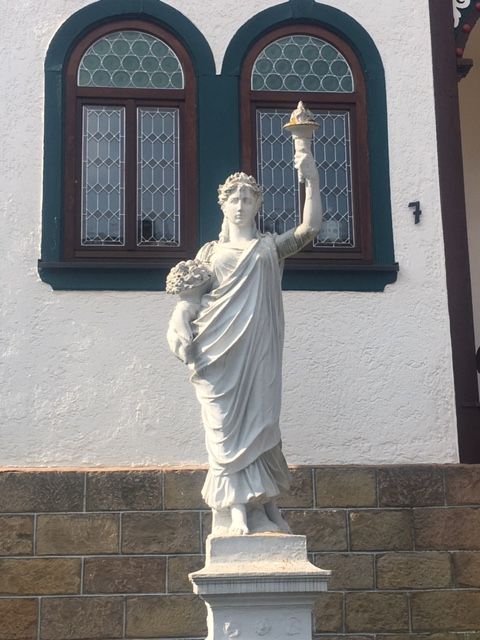
Fortuna, Glücksgöttin, Christian Neureuther, um 1890,

Nach seiner Ausbildung zum Zeichner in Lichte kehrte Christian Neureuther zurück zur Steingutfabrik Waechtersbach. Schon aus seiner Studienzeit, aber auch aus den ersten Jahren danach gibt es eine Fülle von Zeichnungen mit unterschiedlichen Sujets, aber auch eine figürliche Darstellung der Fortuna. Diese Jahre sind wohl die Jahre der Selbstfindung und eigenen Positionsbestimmung Neureuthers.
Neureuthers erste Jugendstilentwürfe finden sich 1897 in „Kunst und Handwerk“. Erste Produkte der Wächtersbacher Keramik, die deutlichen Bezug zu Neureuthers floralen Dekorleisten aus Kunst und Handwerk aufweisen, erschienen 1899. Bekannt sind in dieser Zeit und noch bis weit nach 1900 die folgenden Dekore aus Neureuthers Hand: Löwenzahn, Tulpen, Iris, Quendel und einige andere.
Etwa um 1900 nahm er Kontakt zur Darmstädter Künstlerkolonie auf der Mathildenhöhe um Joseph Maria Olbrich und Hans Christiansen, aber auch mit Paul Haustein und Albin Müller auf, ebenso mit „der Wiener Künstlerin Jutta Sika, einer Schülerin des österreichischen Kunsthandwerkes Koloman Moser“. Durch sie inspiriert „…erfand er eine vollkommen neuartige Formensprache, die als „Wächtersbacher Jugendstil“ in die Kunstgeschichte einging“. Ab dem Jahr 1900 beteiligte sich Neureuther an der Darmstädter Ausstellung „Ein Dokument Deutscher Kunst“.

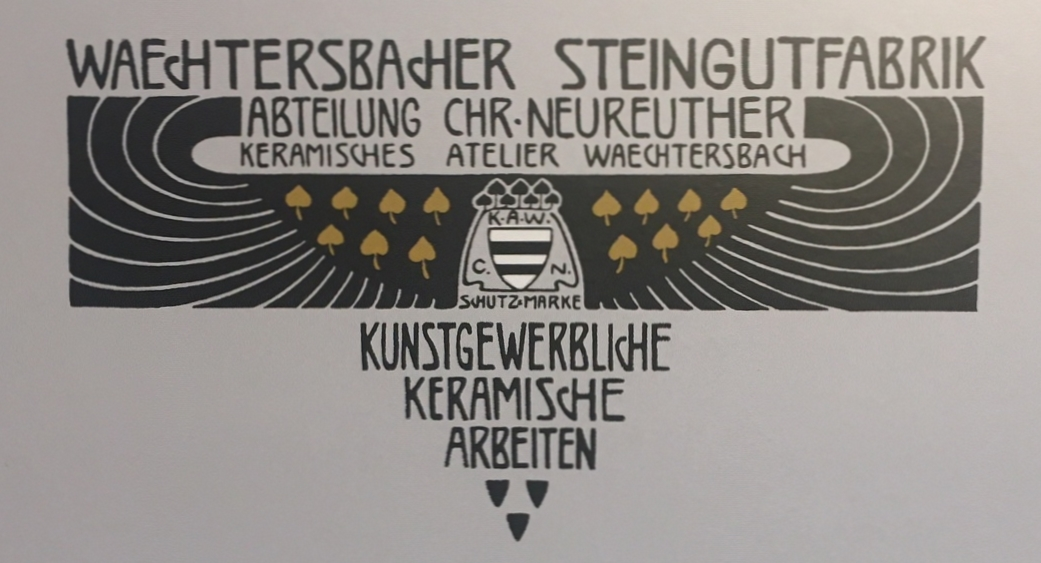
In der Waechtersbacher Steingutfabrik wurden kunstgewerbliche Arbeiten im Keramischen Atelier Neureuther hergestellt

Am 1. April 1901 gründete Christian Neureuther das Keramische Atelier Wächtersbach Christian Neureuther. Seine keramischen Arbeiten zeichnete er von diesem Zeitpunkt an mit dem Fürstlich Ysenburgischen Wappenschilde und den Buchstaben K.A.W.C.N. (Keramisches Atelier Waechtersbach Christian Neureuther). Das Atelier arbeitete ab 1903 als selbstständige kunstkeramische Abteilung innerhalb der Wächtersbacher Steingutfabrik unter Christian Neureuther.
Christian Neureuthers wegweisende Entwürfe waren ein wesentlicher Grund für die rasante Entwicklung der Wächtersbacher Steingutfabrik, die auch den Konkurrenten Villeroy & Boch weit hinter sich lassen konnte. Auch die ungeheure Steigerung der Zahl der Dekore, ab 1901 bis etwa 1905, die täglich sein Atelier verließen, ist bemerkenswert. Sie lässt sich anhand der Dekornummern zuordnen und erreichte in dieser Zeit etwa 11 Dekore pro Tag, bei konstanter Leistung über die Jahre hinweg. Auch in den folgenden eineinhalb Jahrzehnten bis zu seinem Tode konnte Neureuther mit einer beeindruckenden Schaffenskraft glänzen.

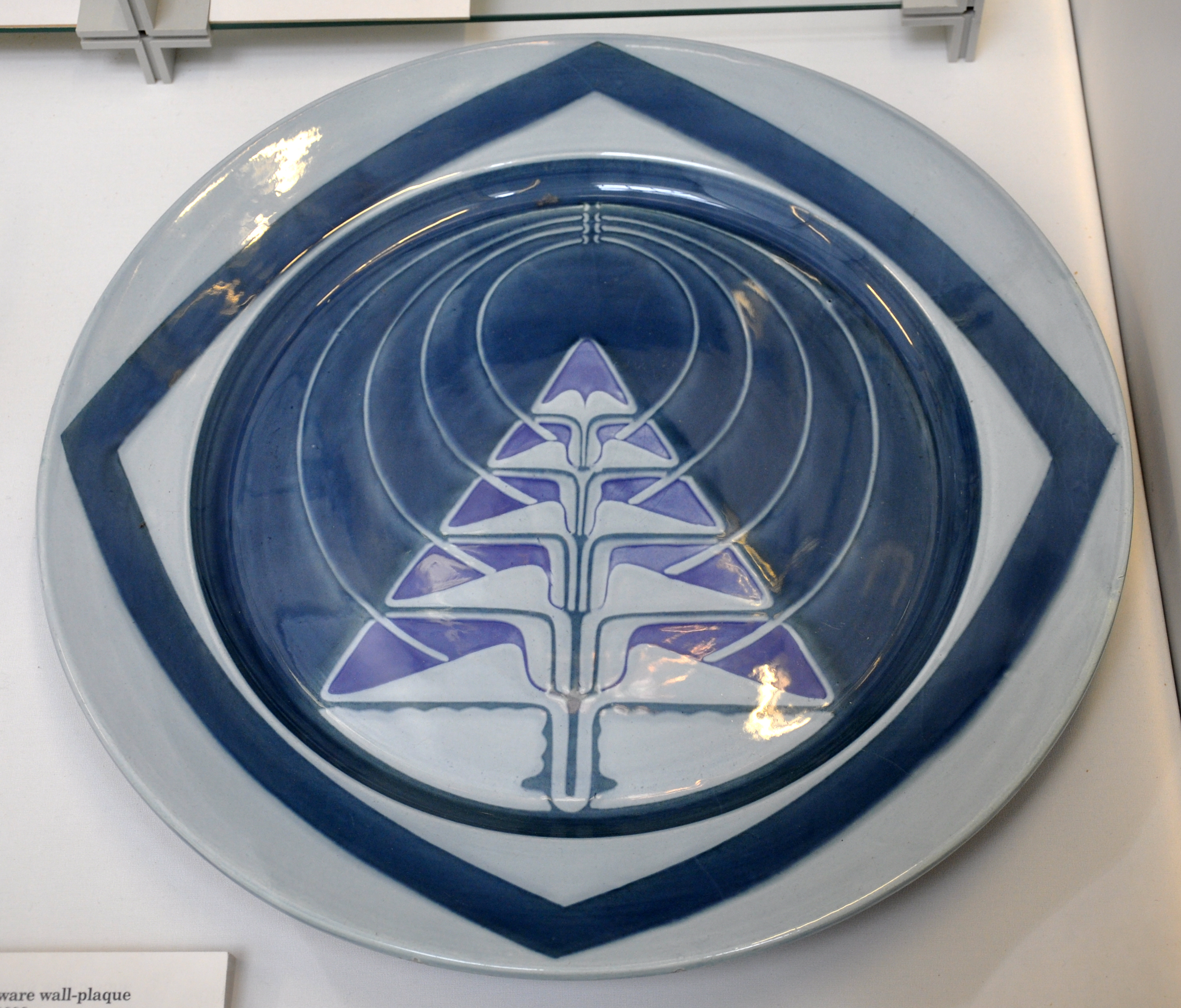
Wandteller, um 1906

Ein wiederkehrendes Element in Neureuthers Formensprache ist ein bereits bei Naturvölkern gefundenes Spiral-Ornament. Auch das Efeublatt, von altgriechischen Keramiken bekannt, gehört zu Neureuthers Stammbildern. Auf vielfältige Weise kombiniert er die Motive. Daneben treten Herzen, Punkte und Mehrfingerblätter unterschiedlichster Art auf. Dabei folgte Neureuther selten modernen Trends, sondern war selbst ein Trendsetter seiner Zeit. Christian Neureuthers Markenzeichen sind die Initialbuchstaben C und N. Sie zierten und zieren, etwas zurückhaltend, aber dennoch bis heute deutlich erkennbar, eine Vielzahl seiner Produkte und Zeichnungen über gut zwei Jahrzehnte seines Wirkens hinweg.
Neureuther künstlerisches Interesse beschränkte sich jedoch nicht auf die Keramik. Auch Mode und Schmuck lagen in seinem Blickfeld. Als Belege gelten Broschen aus Steingut, mit einzigartigem Dekor oder über Jahre hinweg aus Papier kunstvoll gestaltete Briefverschlussmarken.

## Auszeichnungen (Auswahl)
- Goldmedaille, Fulda, 1904
- Goldmedaille, St. Louis, 1904
- Goldene Staatsmedaille, Kassel, 1905

## Nachwirkungen
Nach Christian Neureuthers Tod wurde die kunstkeramische Abteilung noch acht Jahre lang unter der Leitung von Eduard Schweitzer fortgeführt. Schweitzer lehnte sich noch lange Jahre „eng an Neureuthers Dekorlinie an“ und „auch die Produktmarke des Keramischen Ateliers Wächtersbach Christian Neureuther verwendete Schweitzer erst einmal weiter“.

## Sammlungen
Überregional sind Neureuthers Entwürfe in Museen in Berlin, London und Wien anzutreffen.
Zahlreiche Stücke aus der Ära Christian Neureuther finden sich in den folgenden Beständen historischer Waechtersbacher Keramik:
- Hessisches Landesmuseum Kassel
- Hessisches Landesmuseum Darmstadt
- Vonderau Museum, Fulda
- Museum Angewandte Kunst, Frankfurt am Main
- Schlossmuseum Jever
- Lindenhof-Museum, Brachttal-Streitberg
- Brachttal-Museum, Brachttal-Spielberg
- Heimatmuseum Wächtersbach